# Paukovec
Paukovec je naseljeno mjesto u Republici Hrvatskoj u Zagrebačkoj županiji. 

## Zemljopis
Administrativno je u sastavu grada Svetog Ivana Zeline. Naselje se proteže na površini od 7,96 km². 

## Stanovništvo
Prema popisu stanovništva iz 2001. godine u Paukovcu živi 337 stanovnika i to u 102 kućanstva. Gustoća naseljenosti iznosi 42,34 st./km².
| broj stanovnika | 255   | 316   | 386   | 449   | 523   | 469   | 459   | 484   | 482   | 463   | 449   | 423   | 364   | 339   | 337   | 342   | 324   |
|                 | 1857. | 1869. | 1880. | 1890. | 1900. | 1910. | 1921. | 1931. | 1948. | 1953. | 1961. | 1971. | 1981. | 1991. | 2001. | 2011. | 2021. |